# May Britt

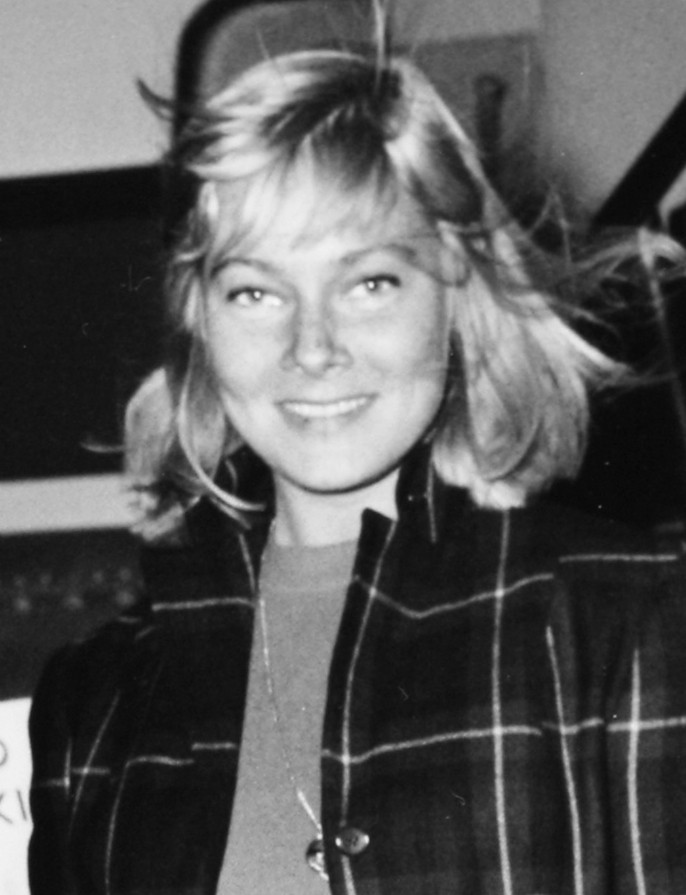
Maybritt Wilkens (1958)

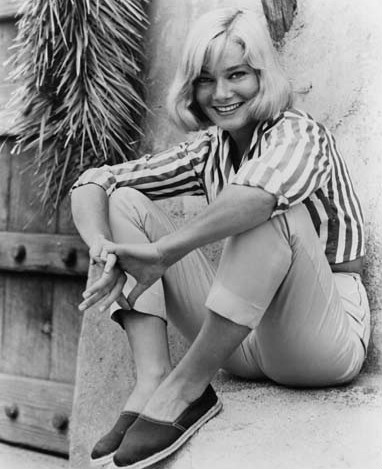
May Britt (1959)

May Britt (* 22. März 1933 als Maybritt Wilkens in Lidingö) ist eine ehemalige schwedische Schauspielerin.

## Leben und Karriere
May Britt gilt als Entdeckung des italienischen Filmproduzenten Carlo Ponti. Zusammen mit dem Regisseur Mario Soldati war dieser 1951 nach Schweden gereist, um eine Hauptdarstellerin für den Film Lucrezia, die rote Korsarin zu finden. Zu diesem Zweck sichteten sie in einem Stockholmer Fotostudio die Bilder mehrerer Fotomodelle und trafen dabei auf die Angestellte Maybritt Wilkens, der sie schließlich die Rolle anboten. Unter dem Künstlernamen May Britt wurde sie in Italien vornehmlich als kühle blonde Verführerin in eher zweitklassigen Melodramen und Kostümfilmen wie Die Wölfin von Kalabrien und Sizilianische Leidenschaft eingesetzt.
Durch ihre Rolle der Sonja Rostova in der von King Vidor in Italien gedrehten Tolstoi-Verfilmung Krieg und Frieden (1956) wurde May Britt auch in den USA bekannt und kurz darauf nach Hollywood geholt. Hier war sie neben Marlon Brando in Die jungen Löwen und an der Seite von Robert Mitchum und Robert Wagner in Kampfflieger zu sehen. Anschließend versuchte man, sie in einer Neuverfilmung des Sternberg-Klassikers Der blaue Engel (1959) groß herauszustellen. Doch der von Edward Dmytryk inszenierte Film erwies sich in künstlerischer und kommerzieller Hinsicht als Flop. 1958 heiratete May Britt den Schauspieler Edwin Gregson; die Ehe wurde bald geschieden. 
Im Jahr 1960 zog sie sich vom Filmgeschäft zurück. In diesem Jahr heiratete sie den Sänger Sammy Davis, Jr., für den sie kurz zuvor zum Judentum konvertiert war. Die Hochzeit wurde in der Öffentlichkeit und den Medien von rassistischen Untertönen begleitet. Zu dieser Zeit waren „Mischehen“ in 31 Bundesstaaten der USA durch das anti-miscegenation law untersagt. Erst 1967 fand diese Praxis durch das Urteil im Prozess Loving v. Virginia ein Ende.
Das Paar hatte eine gemeinsame Tochter und adoptierte zwei Söhne.
Nach der Scheidung von Davis im Jahre 1968 nahm May Britt ihre Schauspieltätigkeit wieder auf und wirkte in einigen Fernsehserien mit, zuletzt 1988 in einer Episode von Probe. In dem Horrorfilm Haunts (1977) spielte sie ein letztes Mal in einem Kinofilm.
Von 1993 bis zu dessen Tod im Jahr 2017 war sie mit dem US-amerikanischen Entertainment-Produzenten Axel Lennart Ringquist verheiratet.

## Filmografie
- 1952: Lucrezia, die rote Korsarin (Jolanda, la figlia del corsaro nero)
- 1953: Sizilianische Leidenschaft (Santuzza – auch bekannt als Cavalleria rusticana)
- 1953: Il più comico spettacolo del mondo
- 1953: Untreue (Le infedeli)
- 1953: Die Wölfin von Kalabrien (La lupa)
- 1954: Das Schiff der verlorenen Frauen (La nave delle donne maledette)
- 1954: Vergine moderna
- 1955: L’ultimo amante
- 1955: Harte Fäuste, heisses Blut (Ça va barder)
- 1955: Prigionieri del male
- 1956: Krieg und Frieden (War and Peace)
- 1958: Die jungen Löwen (The Young Lions)
- 1958: Kampfflieger (The Hunters)
- 1959: Der blaue Engel (The Blue Angel)
- 1960: Unterwelt (Murder, Inc.)
- 1968: The Danny Thomas Hour (Fernsehserie; Folge: Fear Is the Chain)
- 1969: Kobra, übernehmen Sie (Mission: Impossible, Fernsehserie; Folge: The Numbers Game)
- 1971: The Most Deadly Game (Fernsehserie; Folge: The Lady from Praha)
- 1971: Die Zwei von der Dienststelle (The Partners, Fernsehserie; Folge: Have I Got an Apartment for You!)
- 1977: Haunts
- 1988: Probe (Fernsehserie; Folge: Plan 10 from Outer Space)